# نيكولاس ليوز
نيكولاس ليوز الميرون (بالإسبانية: Nicolás Leoz Almirón)‏ (10 سبتمبر 1928) كان رئيساً لإتحاد أمريكا الجنوبية لكرة القدم من عام 1986 إلى عام 2013. تولى نيكولاس يوز الرئاسة في عام 1986 (خلفا لتيوفيلو ساليناس فولر) وفي فبراير 2006، أعيد انتخابه رئيسا للمرة السادسة.